# Осада Константинополя (1260)
Осада Константинополя в 1260 году была неудачной попыткой Никейской империи отвоевать Константинополь у Латинской империи и восстановить город в качестве политической, культурной и духовной столицы Византийской империи.

## Предпосылки
После падения Константинополя в апреле 1204 года в результате Четвёртого крестового похода Византийская империя была разделена между государствами крестоносцев и государствами византийских греков, главными из которых были Эпирское царство в западной Греции и Албании и Никейская империя, расположенная на западе и северо-западе Малой Азии. Оба этих государства утверждали, что они представляют законную империю, ввиду слабости Латинской империи. Сначала казалось, что Константинополь попадёт под власть Эпира, правитель которого Феодор Комнин Дука короновал себя в Фессалониках как императора в 1225/1227 году. Однако Эпир потерпел тяжёлое поражение от болгар в 1230 году в битве при Клокотнице, после чего больше не занимал ведущую роль на Балканах.
Таким образом, для Никеи, под руководством Иоанна III Дуки Ватаца открылся путь вмешательства в дела Балкан. В союзе с болгарами Ватац в 1234 году обосновался во Фракии. Затем он вместе с болгарами предпринял в 1235—1236 годах неудачную осаду города. После этого никейский правитель занялся увеличением своей территории в Европе. При Ватаце Никейская империя захватила у Эпира и Болгарии большую часть Фракии и Македонии, став самым сильным государством региона. Сведённая к Константинополю и территории непосредственно окружающей его, окружённая с востока и запада Никейской империей, и не имея достаточных средств для привлечения какой-либо вооружённой поддержки, Латинская империя ко времени смерти Ватаца, казалось, созрела для захвата, и что даже папство готово принять неизбежное в обмен на уступки в богословских вопросах и вопросе о первенстве папы. После смерти Ватаца Латинская империя получила короткую отсрочку, поскольку его сын и преемник Феодор II Ласкарис (1254—1258) был вынужден противостоять многочисленным нападениям на свои балканские владения.
Вскоре после смерти Феодора II на престол взошёл амбициозный Михаил VIII Палеолог (1259—1282), сначала якобы как регент малолетнего Иоанна IV Ласкариса (1259—1260). В это время была сформирована коалиция государств против усиливавшейся Никейской империи, в которую вошли Эпир, Ахейское княжество и Королевство Сицилия. Однако летом 1259 года альянсу был нанесён сокрушительный удар в битве при Пелагонии. После этой победы, когда его главные враги были лишены возможности активно действовать, Михаил Палеолог мог свободно обратить свой взор на Константинополь

## Осада
После зимовки в Лампсаке, в январе 1260 года Михаил VIII Палеолог перешёл со своей армией Геллеспонт и направился к Константинополю. Однако отчёты византийских летописцев о последующих событиях сильно отличаются друг от друга.
Согласно рассказу Георгия Акрополита, император полагался на обещания предательства некоего латинского благородного «Аселя» (отождествляемого либо с Анселеном де Туси, либо с Анселеном де Кахье), владевшего домом, примыкавшим к городским стенам, и обещавшего открыть ворота никейской армии. Следовательно, экспедиция не была достаточно крупной для серьёзного штурма города. Михаил VIII , ожидая помощи со стороны Аселя, велел своим людям расположиться лагерем в Галате, якобы готовясь атаковать крепость Галаты, расположенную на северном берегу Золотого Рога. Однако Асель не действовал, заявив, что его ключи были отобраны правителем Константинополя. Затем Георгий Акрополит говорит, что Михаил VIII заключил перемирие на один год и отказался от осады.
Другие летописцы (Георгий Пахимер, Никифор Григора и другие) представляют поход в совершенно другом свете, как крупномасштабное мероприятие, с решительными и длительными действиями против самого города. Осада включала предварительную кампанию по изоляции города путём захвата отдалённых фортов и поселений, контролирующих подходы, вплоть до Селимбрии (около 60 км. от города). Во время осады, проходившей под личным контролем Михаила VIII, находившегося на значительном возвышении, использовались осадные машины, были попытки подорвать городскую стену. Галата, однако, упоминается в связи с сопротивлением её жителей и подкреплением, приплывшем к ним из Константинополя на шлюпках. В связи с этим и из-за беспокойства о сообщениях о скором прибытии помощи осаждённым, Михаил VIII снял осаду.
Различия в этих двух рассказах современные учёные приписывают известной тенденции Георгия Акрополита минимизировать неудачи Михаила VIII. Эти два рассказа, в которых есть нападение на Галату, явно относятся к одному и тому же событию, а сюжет с Аселем действительно может отражать подлинный элемент осады, которому Георгий Акрополит придавал чрезмерное значение.

## Последствия
В августе 1260 года между Михаилом VIII и Балдуином II было подписано перемирие на один год (до августа 1261 года). Хотя осада провалилась, Михаил VIII начал готовиться к новой попытке. В марте 1261 года он заключил с Генуэзской республикой Нимфейский договор, по которому он получал военный флот в обмен на торговые льготы. Договор также действовал как оборонительный пакт меду двумя государствами против Венецианской республики, главного противника Генуи и главного сторонника Латинской империи. Однако, приготовления Михаила VIII оказались излишними, поскольку 25 июля 1261 года, передовой отряд, посланный для разведки в окрестностях Константинополя, во главе с Алексеем Статигопулом, сумел под покровом темноты проникнуть в Константинополь и отбить его у латинян.